# Anthene lysias
Anthene lysias är en fjärilsart som beskrevs av Gustaaf Hulstaert 1924. Anthene lysias ingår i släktet Anthene och familjen juvelvingar. Inga underarter finns listade i Catalogue of Life.